# Evangelische Kirche Solingen-Merscheid
Die Evangelische Kirche Solingen-Merscheid ist ein Kirchengebäude in der bergischen Großstadt Solingen. Es befindet sich im Stadtteil Merscheid. Die evangelische Kirchengemeinde gehört zum Kirchenkreis Solingen der Evangelischen Kirche im Rheinland.

## Geschichte
Die selbständige Stadt Merscheid wurde 1891 in Ohligs umbenannt. Der Bereich um den Merscheider Hof, die Keimzelle der späteren Stadt, wurde im letzten Viertel des 19. Jahrhunderts geschlossen entlang der Blücher-, Bismarck- (heute Eifelstraße) und Herzogstraße sowie den dazwischen angelegten Querstraßen bebaut.:2 Aufgrund des großen Bevölkerungszuwachses sollten in diesem Bereich auch neue Kirchengebäude der evangelischen und der katholische Kirche entstehen. Die evangelische Kirchengemeinde ließ die beiden Wuppertaler Architekten Adolf Cornehls und Arno Eugen Fritsche um 1900 eine evangelische Kirche im neugotischen Stil an der Herzogstraße 10 in Merscheid errichten. Die Grundsteinlegung erfolgte am 6. September 1900, das Gotteshaus konnte schließlich am 2. März 1902 eingeweiht werden. Die Kirche wurde aufgrund ihrer Lage und Größe zum Mittelpunkt der Siedlung, ihr Kirchturm ist von weither zu sehen. 
Am 31. Dezember 1944 wurde die Kirche bei einem Luftangriff auf Solingen während des Zweiten Weltkriegs schwer beschädigt. Das wieder instandgesetzte Gebäude konnte im Mai 1949 eingeweiht werden. Am 13. März 1985 wurde die Kirche als Baudenkmal in die Solinger Denkmalliste eingetragen. Im Jahr 2012 erfolgte eine Dach- und Turmsanierung.

## Architektur

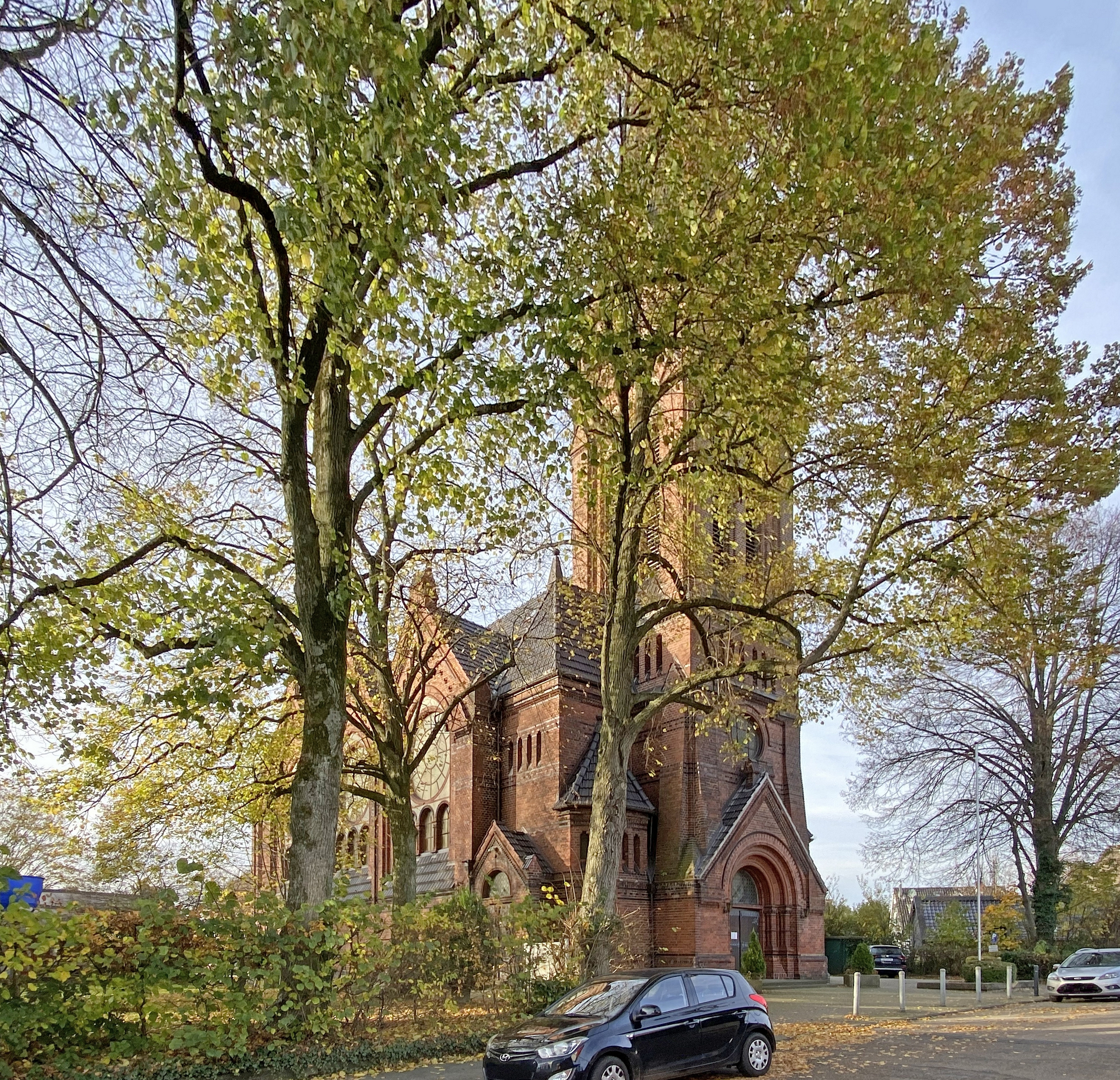
Ev. Kirche Merscheid, von Südosten

Bei dem Gebäude handelt es sich um eine tonnengewölbte Saalkirche mit Turm, die in Ziegelbauweise errichtet wurde. Sie wurde im neugotischen Stil realisiert. Das gotische Stufenportal befindet sich an der zur Herzogstraße ausgerichteten Turmseite.